# Дорохін Михайло Костянтинович
Михайло Костянтинович Дорохін (нар. 24 грудня 1928, село Княжевичі, тепер село Ярке Сакського району Автономної Республіки Крим) — український радянський діяч, директор державного племінного птахозаводу імені Фрунзе. Депутат Верховної Ради УРСР 10—11-го скликань.

## Біографія
У 1943—1946 роках — мідник-жерстяник, токар ремонтних майстерень Обливського молочно-м'ясного радгоспу № 18 Ростовської області РРФСР.
З 1946 року — токар, завідувач ремонтною майстернею, голова робітничого комітету зернового радгоспу «Кримський» Кримської області.
Член ВКП(б) з 1949 року.
Закінчив Кримський сільськогосподарський інститут імені Калініна.
У 1960—1965 роках — секретар партійної організації птахофабрики «Кримська» Кримської області.
У серпні 1965 — 1995 року — директор державного племінного птахозаводу імені Фрунзе Сакського району Кримської області.
На пенсії в селі Фрунзе Сакського району.

## Нагороди
- орден Жовтневої Революції
- два ордени Трудового Червоного Прапора
- орден «Знак Пошани»
- орден Дружби народів
- медалі